# Ród Oda
Ród Oda (jap. 織田氏 Oda-shi) – to dawny ród japońskich panów feudalnych (daimyō) i arystokracji wojskowej (buke), który odegrał znaczącą rolę w zjednoczeniu Japonii w połowie XVI wieku. Szczyt ich potęgi przypadł za panowania Nobunagi Ody, następnie klan podupadł i stracił swe wpływy. Wiele odgałęzień rodziny sprawowało władzę daimyō aż do restauracji Meiji.

## Znani z rodu Oda
- Oda Chikazane (około XII wieku)
- Oda Nobuhide (1510–1551)
- Oda Nobuhiro (zmarł 1574)
- Oda Nobunaga (1534–1582)
- Oda Nobuyuki (1536–1557)
- Oda Nobukane (1548–1614)
- Oda Nagamasu (1548–1622)
- Oda Nobuharu (1549–1570)
- Oda Nobuzumi (1555–1583)
- Oda Nobutada (1557–1582)
- Oda Nobutaka (1558–1583)
- Oda Nobukatsu (1558–1630)
- Oda Hidekatsu (1567–1593)
- Oda Katsunaga (1568–1582)
- Oda Hidekatsu (1573–1610)
- Oda Hidenobu (1580–1605)
- Oda Nobutoshi (1853–1901)
- Oda Nobunari (1987- )

## Podległe zamki
- Zamek Nagoya - prowincja Owari
- Zamek Kiyosu
- Zamek Komakiyama
- Zamek Gifu - prowincja Mino
- Zamek Azuchi

Mniejsze zamki:
- Zamek Narumi
- Zamek Tsu
- Zamek Iwamura
- Zamek Nagahama